# Australië op de Olympische Jeugdwinterspelen 2012
Australië was een van de landen die deelnam aan de Olympische Jeugdwinterspelen 2012 in Innsbruck, Oostenrijk.

## Medailleoverzicht
| Sport       | Olympiër          | Onderdeel                 | Medaille |
| ----------- | ----------------- | ------------------------- | -------- |
| IJshockey   | Sharnita Crompton | vaardigheidswedstrijd (v) | Brons    |
| Snowboarden | Alexandra Fitch   | slopesyle (v)             | Brons    |

## Deelnemers en resultaten
(m) = mannen, (v) = vrouwen 

### Alpineskiën
| Olympiër      | Onderdeel           | Resultaat | Prestatie                        |
| ------------- | ------------------- | --------- | -------------------------------- |
| Harry Laidlaw | super g (m)         | -         | - (DSQ)                          |
| Harry Laidlaw | supercombinatie (m) | -         | - (-) (1.06,69, DNF)             |
| Harry Laidlaw | reuzenslalom (m)    | -         | - (-) (DNF, -)                   |
| Harry Laidlaw | slalom (m)          | 17e       | 1.24,56 (+6.20) (43,26, 41.30)   |
|               |                     |           |                                  |
| Greta Small   | super g (v)         | 7e        | 1.06,52 (+0,74)                  |
| Greta Small   | supercombinatie (v) | 13e       | 1.44,20 (+3,38) (1.06,13, 38,07) |
| Greta Small   | reuzenslalom (v)    | 13e       | 1.59,90 (+3,77) (59,56, 1.00,34) |
| Greta Small   | slalom (v)          | 7e        | 1.24,24 (+4,48) (43,83, 40,41)   |

### Biatlon
| Olympiër       | Onderdeel               | Resultaat | Prestatie                       |
| -------------- | ----------------------- | --------- | ------------------------------- |
| Lachlan Porter | 7,5 km sprint (m)       | 50e       | 26.21,1 (+6.59,4) pen.: 4 (2+2) |
| Lachlan Porter | 10 km achtervolging (m) | 49e       | +15.48,2 pen.: 9 (1+2+2+4)      |

### Freestyleskiën
| Olympiër        | Onderdeel     | Resultaat | Prestatie            |
| --------------- | ------------- | --------- | -------------------- |
| Harry Laidlaw   | ski-cross (m) | 4e        | 57,43                |
| Jack Millar     | ski-cross (m) | 14e       | 59,46                |
| Thomas Waddell  | half pipe (m) | 11e       | 48,25 (48,25, 14,25) |
|                 |               |           |                      |
| Claudia Leggett | ski-cross (v) | 5e        | 1.00,30              |

### IJshockey
| Olympiër          | Onderdeel                 | Resultaat | Prestatie                                |
| ----------------- | ------------------------- | --------- | ---------------------------------------- |
| Sam Hodick        | vaardigheidswedstrijd (m) | 15e       | kwalificatie: 5 punten                   |
|                   |                           |           |                                          |
| Sharnita Crompton | vaardigheidswedstrijd (v) | Brons     | 17 punten (kwalificatie: 5e (17 punten)) |

### Kunstrijden
| Olympiër        | Onderdeel | Resultaat | Prestatie                              |
| --------------- | --------- | --------- | -------------------------------------- |
| Chantelle Kerry | solo (v)  | 10e       | 108.99 [kk: 37.51 (11), vk: 71.48 (9)] |

### Langlaufen
| Olympiër       | Onderdeel          | Resultaat | Prestatie         |
| -------------- | ------------------ | --------- | ----------------- |
| Alex Gibson    | 10 km klassiek (m) | 44e       | 38.20,4 (+8.51,6) |
| Alex Gibson    | sprint (m)         | 40e       | kwalificatie      |
|                |                    |           |                   |
| Lucy Glanville | 5 km klassiek (v)  | 34e       | 18.23,0 (+4.05,0) |
| Lucy Glanville | sprint (v)         | 31e       | kwalificatie      |

### Rodelen
| Olympiër      | Onderdeel | Resultaat | Prestatie                          |
| ------------- | --------- | --------- | ---------------------------------- |
| Alex Ferlazzo | enkel (m) | 19e       | 1.21,375 (+1,772) (40,849; 41,044) |

### Snowboarden
| Olympiër        | Onderdeel      | Resultaat | Prestatie                                                                  |
| --------------- | -------------- | --------- | -------------------------------------------------------------------------- |
| Alexandra Fitch | slopestyle (v) | Brons     | Finale: 3e (69.75) Kwalificatie: 3e (77.75) Q                              |
| Alexandra Fitch | halfpipe (v)   | 4e        | Finale: 4e (75.25) Halve finale: 1e (87.50) QF Kwalificatie: 4e (67.00) QS |